# Brebeni
Brebeni é uma comuna romena localizada no distrito de Olt, na região de Oltênia. A comuna possui uma área de 29.99 km² e sua população era de 2981 habitantes segundo o censo de 2007.